# Murod Xolmuhammedov
Murod Xolmuhammedov (Tashkent, 23 dicembre 1990) è un ex calciatore uzbeko, di ruolo difensore.

## Carriera

### Club
Ha giocato nella massima serie dei campionati uzbeko e cinese.

## Palmarès

### Club

#### Competizioni nazionali
- Coppa dell'Uzbekistan: 2

Paxtakor: 2009, 2011
- Campionato uzbeko: 3

Paxtakor: 2012, 2014, 2015